# Formwechsel
Der deutsche Rechtsbegriff des Formwechsels umfasst jeglichen Wechsel in der Rechtsform eines Rechtsträgers unter Wahrung seiner rechtlichen Identität und der grundsätzlichen Beibehaltung bisher evtl. vorhandener Mitgliedschaftsrechte. Das Umwandlungsgesetz (UmwG) regelt den Formwechsel von Rechtsträgern in den §§ 190 bis 304. Die steuerlichen Folgen ergeben sich aus dem Umwandlungssteuergesetz.
Unterschiede zur Spaltung oder Verschmelzung ergeben sich zum einen daraus, dass beim Formwechsel stets nur ein Rechtsträger beteiligt ist, der Formwechsel also nur ein „gesellschaftsinterner“ Vorgang bleibt. Andererseits erfolgt keine Vermögensübertragung, es liegt also auch kein Fall der Gesamtrechtsnachfolge vor.
Das Umwandlungsgesetz regelt den Rechtsformwechsel nicht umfassend, denn es gibt noch den identitätswahrenden Rechtsformwechsel kraft Gesetzes. Ein solcher liegt z. B. vor, wenn eine GbR im Laufe ihrer Existenz ein Handelsgewerbe aufnimmt oder betreibt, das nach Art und Umfang einen in kaufmännischer Weise eingerichteten Geschäftsbetrieb erfordert. Dann handelt es sich, ob die Gesellschafter dies wollen oder nicht, um eine OHG. Auch der Fall der sog. Anwachsung ist ein Fall eines identitätswahrenden Rechtsformwechsels, denn mit Ausscheiden des einzigen Komplementärs wächst den Kommanditisten dessen Gesellschaftsanteil zu und die Gesellschaft ist dann, so sie denn ihr Handelsgewerbe weiter betreibt, automatisch eine OHG, ohne dass es eines Rechtsaktes im Sinne des UmwG bedarf.
Sonderformen des Formwechsels sind auch die Vermögensübergänge im Rahmen der registergerichtlichen Eintragung von Körperschaften, da diese durch die Eintragung erst entstehen, jedoch auch die Vor-Körperschaften (z. B. Vor-GmbH) bereits Verpflichtungen eingehen und Vermögen erwerben können.
Daneben ist auch die Eintragung eines bisher nicht rechtsfähigen Vereins in das Vereinsregister eine Variante des nicht im UmwG geregelten Formwechsels.